# Colombias nationalsång
Colombias nationalsång heter officiellt Himno Nacional de la República de Colombia ("Republiken Colombias nationalsång"). Sången kan också kallas efter sin första sats: ¡Oh, Gloria inmarcesible! ("Å, eviga ära!").
Texten är skriven av Colombias dåvarande president Rafael Núñez och musiken komponerad av Oreste Sindici. Sången framfördes första gången 1887 och antogs officiellt som nationalsång 1920.
Sången har en kör och elva verser. Vanligen sjungs bara kören och första versen.
| Coro | Kör |
| --- | --- |
| ¡Oh gloria inmarcesible! ¡Oh Júbilo inmortal! En surcos de dolores El bien germina ya.                                                                                               | Å, eviga ära! Å, odödliga glädje! I fåror av smärta Spirar redan det goda. |
| Primera estrofa | Första versen |
| ¡Cesó la horrible noche! La libertad sublime derrama las auroras de su invencible luz. La humanidad entera, que entre cadenas gime, comprende las palabras del que murió en la cruz. | Den hemska natten tog slut! Den sköna friheten börjar sprida sitt oövervinneliga gryningsljus. Hela mänskligheten, som i bojor lider, förstår orden av den som dog på korset. |